# Dietlof von Arnim-Boitzenburg

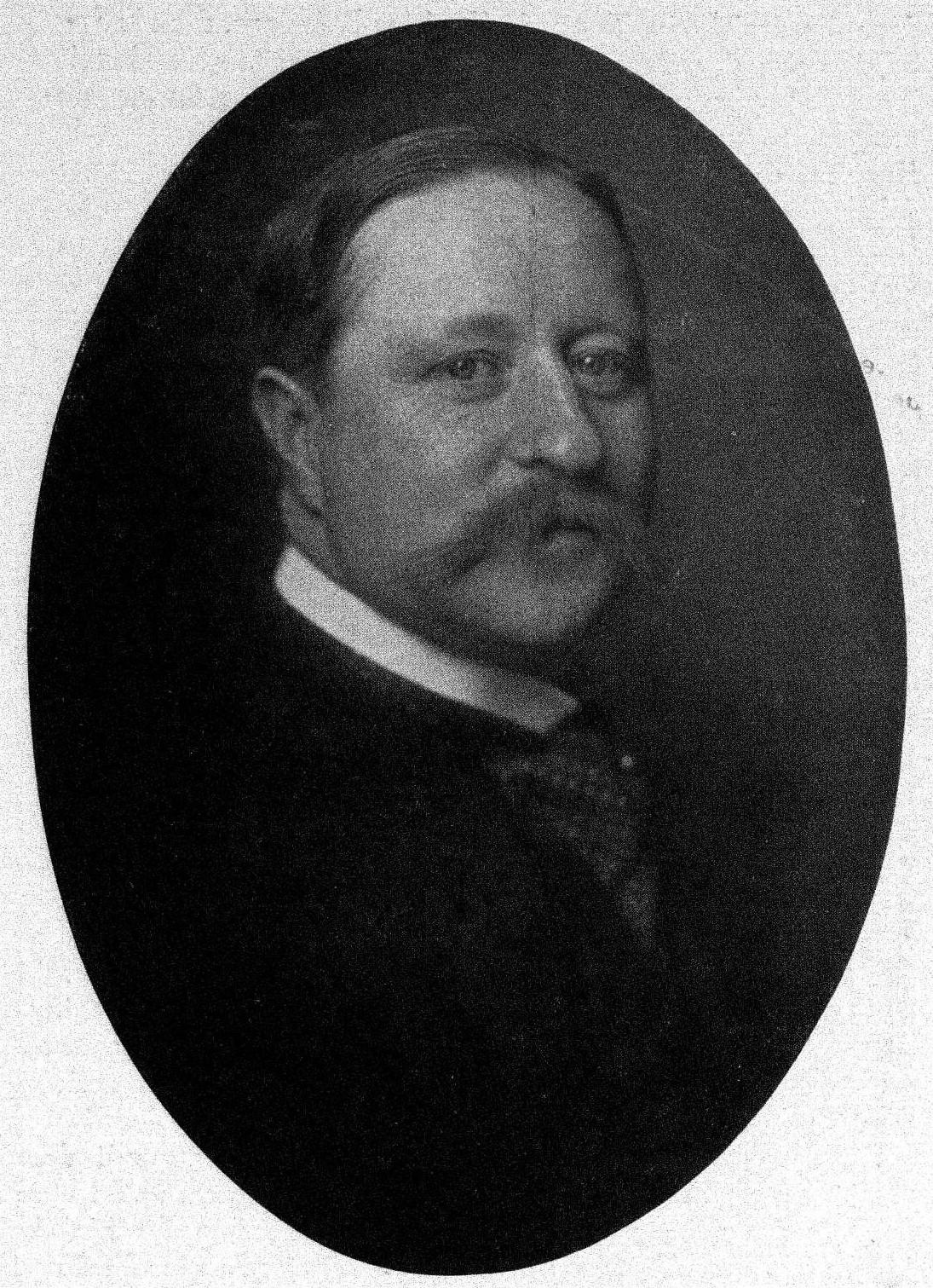
Dietlof von Arnim-Boitzenburg, fotografiert von Nicola Perscheid

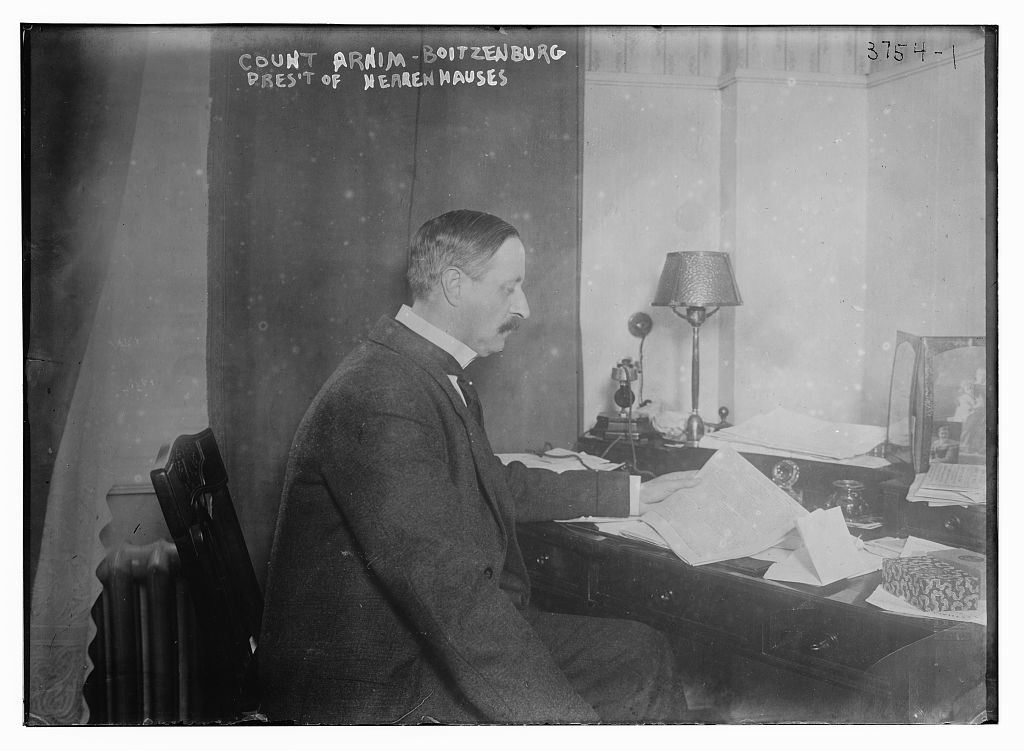

Guido Adolf Georg Dietlof Graf von Arnim-Boitzenburg (* 22. August 1867 in Berlin; † 15. April 1933 in Boitzenburg) war ein preußischer Junker und deutscher Politiker aus dem Adelsgeschlecht von Arnim.

## Familie
Dietlof war der älteste Sohn von Adolf Graf von Arnim-Boitzenburg (1832–1887) und dessen erster Ehefrau Mathilde Gräfin von Schweinitz und Krain (1846–1930) und Fideikommissherr auf Boitzenburg (Uckermark).
Er war ein Enkel des Staatsministers Adolf Heinrich Graf von Arnim-Boitzenburg. Sein jüngerer Bruder war Bernd Graf von Arnim.
Am 24. Mai 1893 heiratete er in Berlin Gräfin Alexandra zu Eulenburg (* 1868 in Königsberg; † 1943 in Boitzenburg), mit der er folgende Söhne hatte:
- Adolf-Heinrich (1894–1914)
- Bernd (1897–1926) ⚭ 1923 mit Hannah von Knebel Doeberitz (* 1894)
- Joachim (* 1898) ⚭ 1920 mit Luise Freiin von Loën (* 1894), hatten drei Söhne

## Leben
Seine Schulzeit verbrachte der junge Graf auf verschiedenen Bildungseinrichtungen, so in Berlin am Askanischen Gymnasium, dann in Falkenberg bei Berlin am Victoria Institut, zuletzt auf dem Fürstlich-Stolberg'sches Gymnasium Wernigerode. Seine kurze militärische Karriere begann 1888, Gefreiter, Unteroffizier, bei dem 6. Kürassier-Regiment in Brandenburg a. H. 1890 erfolgte die Versetzung zum Gardes du Corps und dort Erlangung der Offiziersreife, 1891 Sekondeleutnant, später Rittmeister.
Nach dem Tod des Vaters 1887 war Arnim-Boitzenburg erbliches Mitglied des Preußischen Herrenhauses und vom 13. Januar 1916 bis zum 15. November 1918 dessen letzter Präsident. Als solcher protestierte er am 28. November 1918 gegen die am 15. November 1918 durch Verordnung des preußischen Revolutionskabinetts erfolgte Beseitigung des Herrenhauses. Er war Vorsitzender des Provinziallandtages der preußischen Provinz Brandenburg, ab 1911 Präses der Provinzialsynode der Kirchenprovinz Mark Brandenburg der evangelischen Kirche der älteren Provinzen Preußens (und später der Evangelischen Kirche der Altpreußischen Union). Graf Arnim war viele Jahrzehnte aktiv im Johanniterorden. Seit 1911 Ehrenkommendator der Brandenburgischen Provinzialgenossenschaft und dann ab 1923 Kanzler der Kongregation.
Arnim-Boitzenburg gründete 1922 in Boitzenburg eine Wisentzucht. Er war Gründungsmitglied und langjähriger Vizepräsident der Internationalen Gesellschaft zur Rettung und Erhaltung des Wisents.
Sein besonderes Interesse galt seiner engeren Heimat und dem Naturschutz.
Kurz vor der großen Wirtschaftskrise 1929/1930 sind seine Besitzungen mit über 14000 ha Land ausgewiesen. An der Spitze der Verwaltung stand mit Generaldirektor Dr. Ernst Küster ein ehemaliger Geheimer Finanzrat a. D. Major a. D. V. von Poncet war als Verwalter und Administrator bestellt, was zumeist als Auflage der für die Land- und Forstwirtschaft konventionell zuständigen Kreditinstitute, den Ritterschaftsbanken, spricht.
Graf Arnim-Boitzenburg war neben Fürst Solms-Baruth und Graf von der Schulenburg-Lieberose der größte Grundbesitzer in der Mark Brandenburg.
In einem Nachruf würdigt ihn der Herrenmeister des Johanniterordens Oskar Prinz von Preußen für seine Königs- und Kaisertreue und einen Berater in schwerer Zeit.

## Nachkommen
Von den vier Söhnen seiner Ehe starben die beiden ältesten bereits zu seinen Lebzeiten 1914 und 1926. Dadurch wurde der drittgeborene Joachim Dietlof von Arnim-Boitzenburg (* 18. Oktober 1898; † 5. Februar 1972 in Frankfurt am Main) sein Nachfolger. Er flüchtete
1945 mit seiner Familie kurz vor dem Einmarsch der Roten Armee, sein Grundbesitz wurde im Zuge der Bodenreform in der SBZ entschädigungslos enteignet.
Dietlofs Enkel Sieghart von Arnim (1928–2020) veröffentlichte 1998 eine Biographie über seinen Großvater (siehe Literatur).